# Better Dig Two
«Better Dig Two»  es una canción compuesta por el grupo estadounidense de música country, The Band Perry. La canción se lanzó en octubre del 2012 como el primer sencillo de su segundo álbum Pioeer.
Better Dig Two fue escrita por Brandy Clark, Shane McAnally y Trevor Rosen.

## Composición
Better Dig Two es una canción a medio tiempo en la que la narradora le comunica a su marido que, en caso de que este muera antes que ella; ella prefería morir y ser enterrada junto a él. Better Dig Two está compuesta en modo dórico, es decir, en La menor, escala con el sexto tono levantado por medio paso). Esta canción también incluye tríadas de Am, F, G, C (3 agrupaciones de tono) y los acordes Amb7, Am#5 (4 agrupaciones de tono). El rango vocal de Kimberly Perry va de un A3 a un C5.4. La canción es acompayada principalmente por el banjo, la guitarra eléctrica y la percusión.

## Video musical
El video musical fue dirigido por Declan Whitebloom y filmada en Nashville. Se estrenó en CMT el 4 de diciembre de 2012.

## Posicionamiento
| Listas (2012–2013)                 | Mejor posición |
| ---------------------------------- | -------------- |
| Canadá (Canadian Hot 100)          | 42             |
| Estados Unidos (Billboard Hot 100) | 28             |
| Estados Unidos (Country Airplay)   | 1              |
| Estados Unidos (Hot Country Songs) | 1              |